# Trichoclea ruisa
Trichoclea ruisa är en fjärilsart som beskrevs av Forbes 1914. Trichoclea ruisa ingår i släktet Trichoclea och familjen nattflyn. Inga underarter finns listade i Catalogue of Life.